# Dansa dels Turcs del Corpus Christi de València
La dansa dels Turcs, és una de les components del grup de les Dansetes, nom amb què es coneixen les danses interpretades per nens, que es realitza dins dels actes de la festa del Cospus Christi de la ciutat de València. Dansa que, com la resta de danses infantils, participa a la Cavalcada del Convit.

## Història
Aquestes dansetes no es van interpretar de manera continuada a les festes del Corpus de València, ja que aquestes han tingut força alts i baixos i canvis al llarg dels més de sis segles d'història. Als problemes organitzatius es van unir ja entrat el segle XIX problemes de conceptualització de la festa i la seva forma de viure's, cosa que va fer que moltes de les danses, les infantils incloses, deixessin de dur-se a terme.
A més, la dansa del turcs té, segons els experts, una datació relativament primerenca, dada que queda reforçada per l'anàlisi de la música que l'acompanya (música que apareix als manuscrits de Marià Baixauli sense canvis significatius respecte a la utilitzada actualment, malgrat que avui dia el ritme sigui una mica diferent) i pel contingut simbòlic de la dansa (la rendició dels infidels davant el Santíssim Sagrament)
A aquests canvis cal afegir el problema que va suposar el conflicte bèl·lic del 36 per a la realització d'aquests actes i la posterior revitalització. D'aquesta manera, arribem a l'any 1977 en què s'intenta tornar a donar la riquesa folklòrica als actes de la festivitat del Corpus de València, que a poc a poc havia quedat reduïda a la mínima expressió. En fer-se la recuperació de la dansa, els experts que van participar en aquest projecte cultural van haver de prendre decisions que donarien lloc a variacions entre les danses originals i les que veiem actualment. Així va passar amb la danseta de turcs, en aquest cas la variació va venir per l'ús d'espasetes, Fermín Pardo (un dels principals responsables de la restauració d'aquests balls) va estructurar la dansa combinant el frec de les espasetes (com és usual en aquest tipus de danses d'espases) amb evolucions típiques de danses guerreres (com són mitges voltes i entrecreuaments) En altres figures el xoc de les espases es combina amb desplaçaments dels dansaires per parelles als quatre punts que marcarien els quatre pals d'una creu imaginària.

## Descripció de la dansa
És una dansa interpretada per nou nens, abillats amb vestits que simulen ser turcs, abillats amb unes petites espases que fan xocar mentre executen els seus moviments, com una dansa de pals. Es considera una típica dansa guerrera, que potser recorda les incursions dels pirates a les costes valencianes.

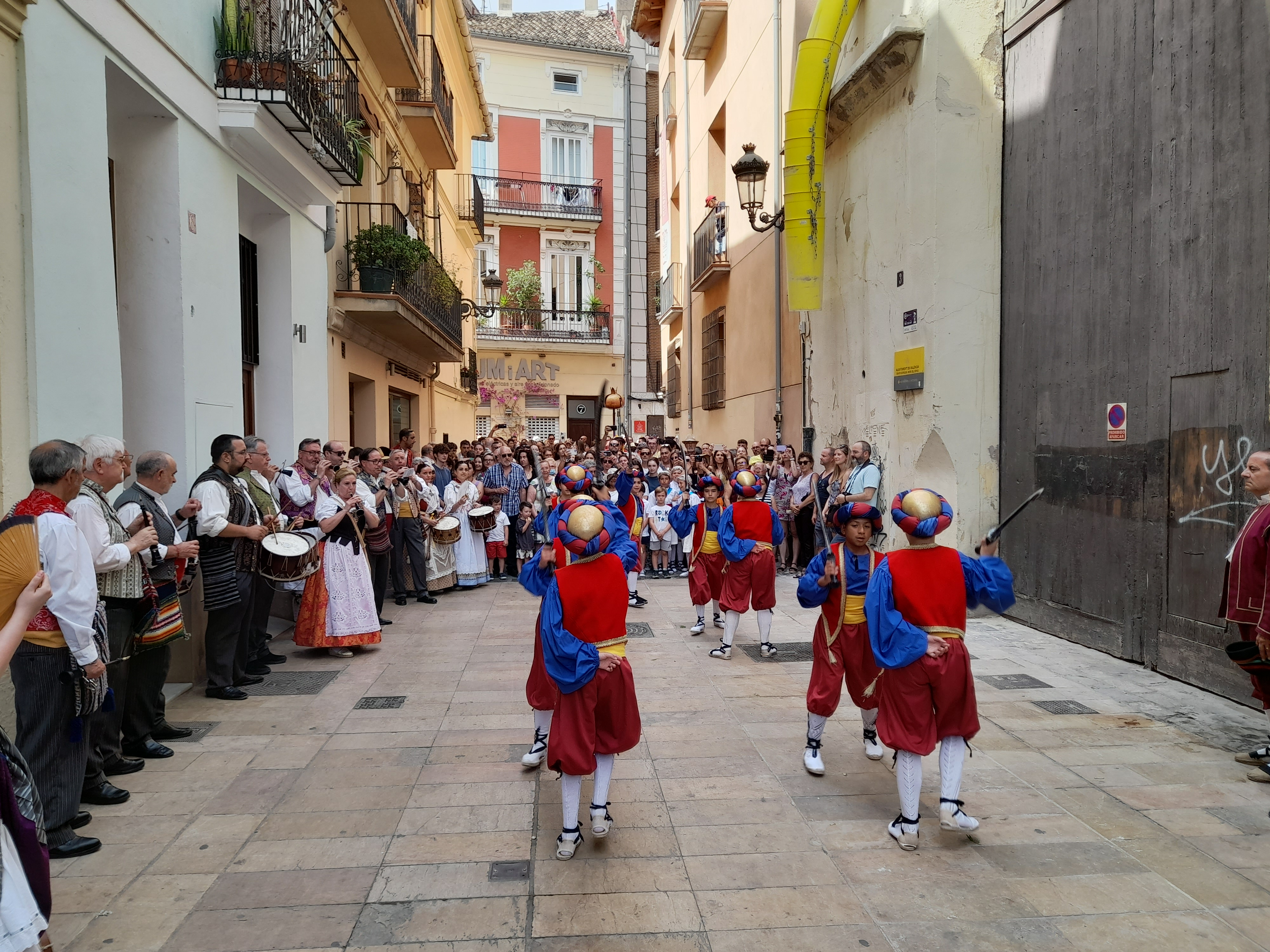
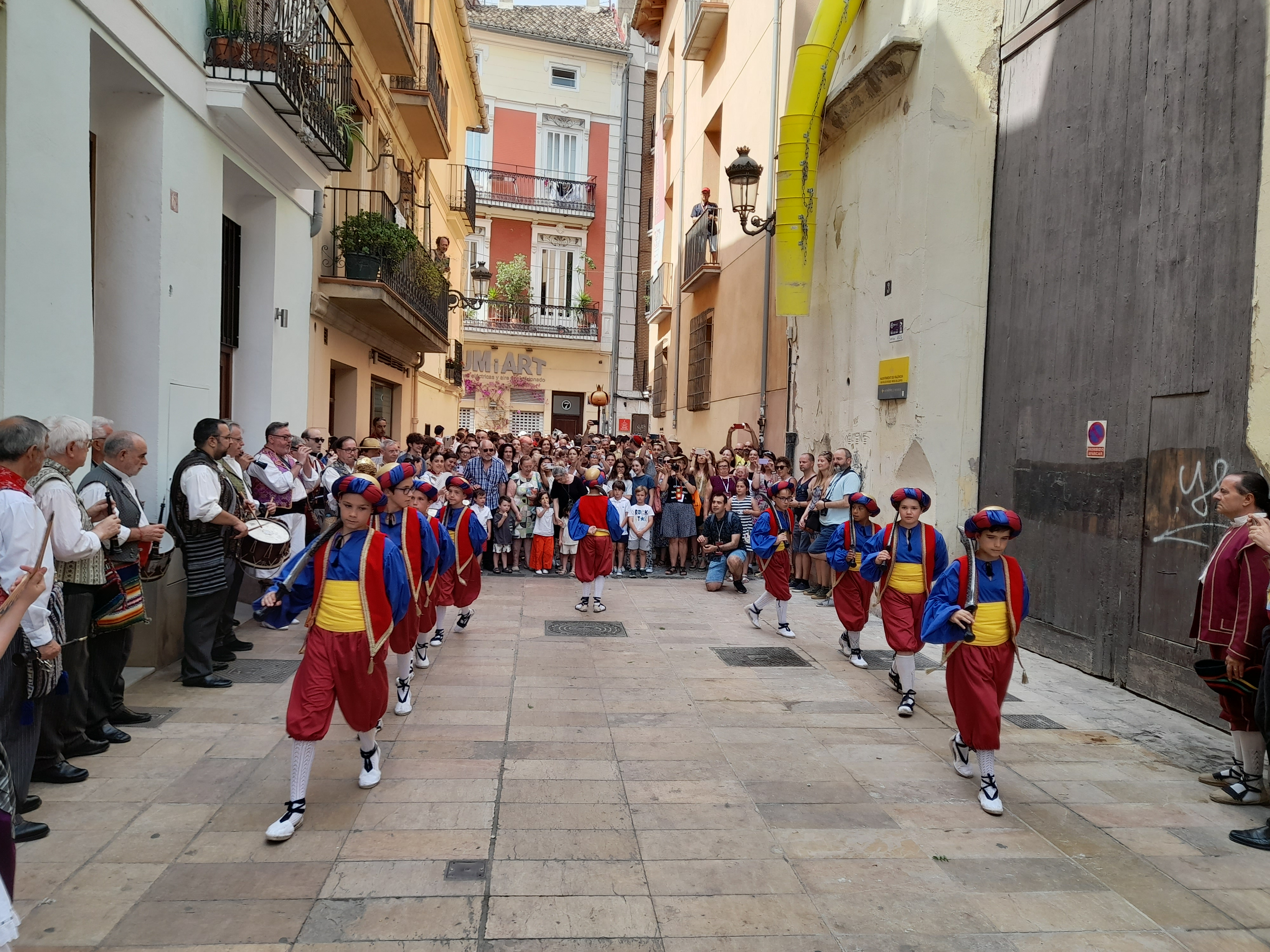
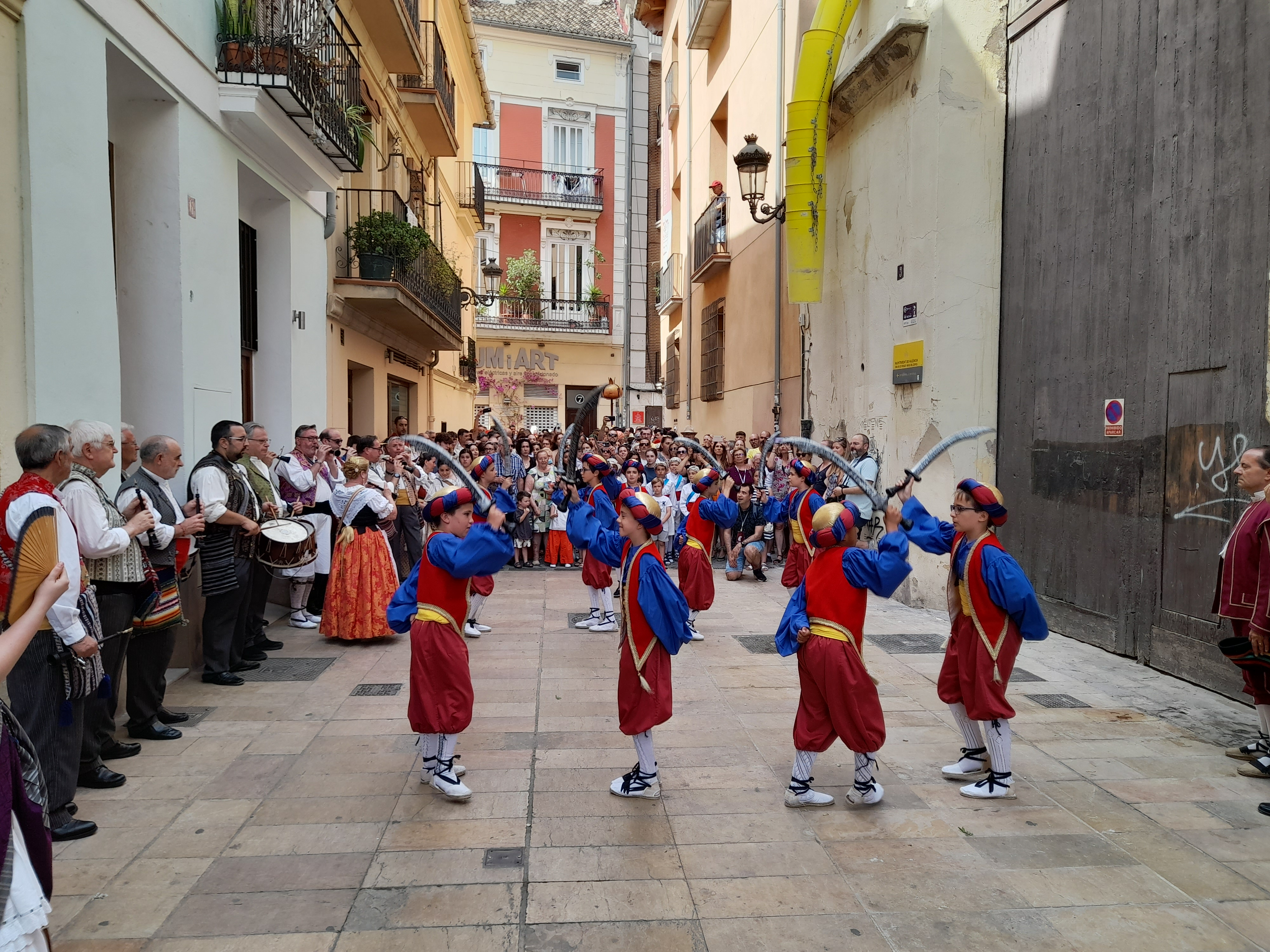
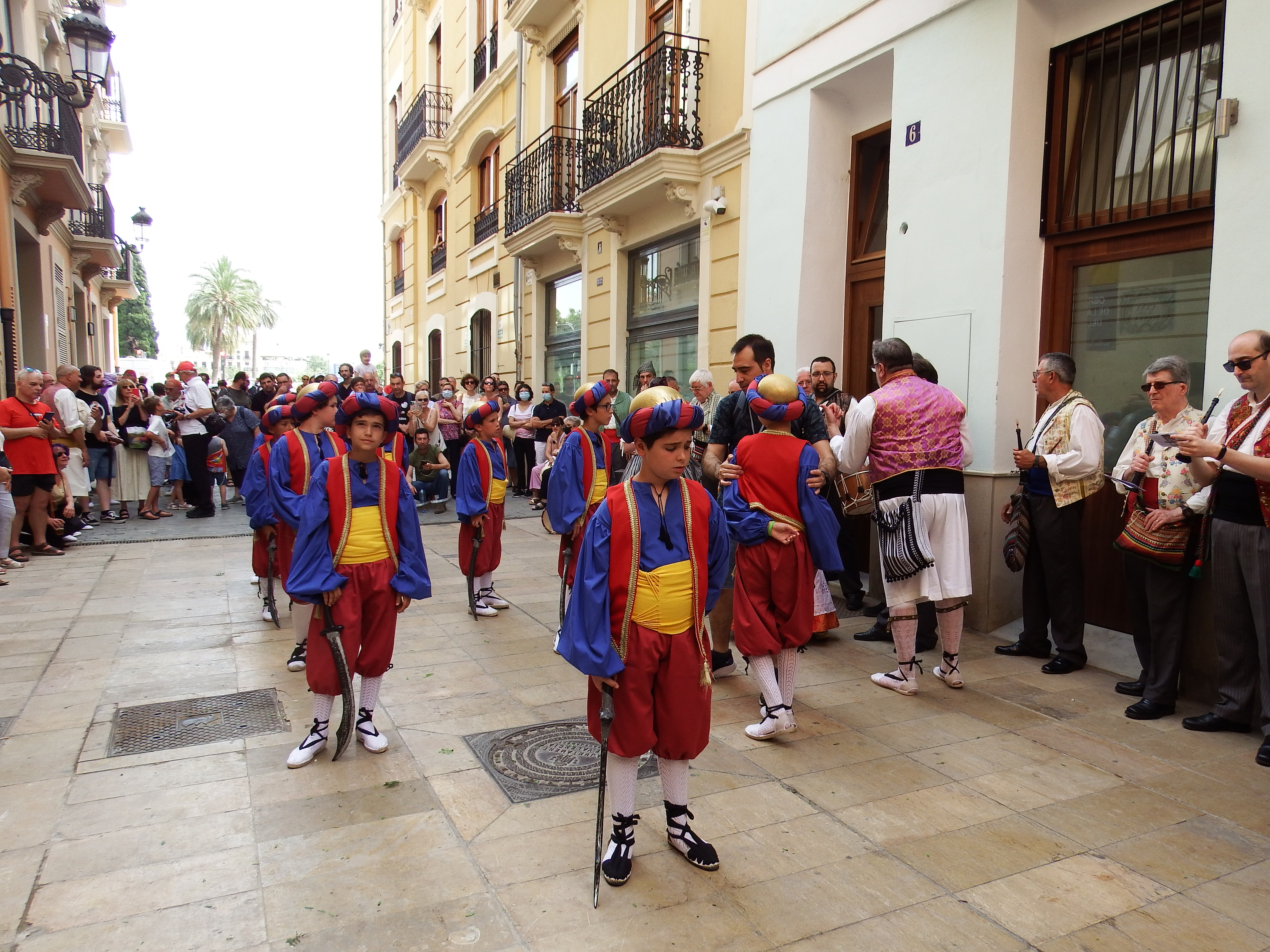
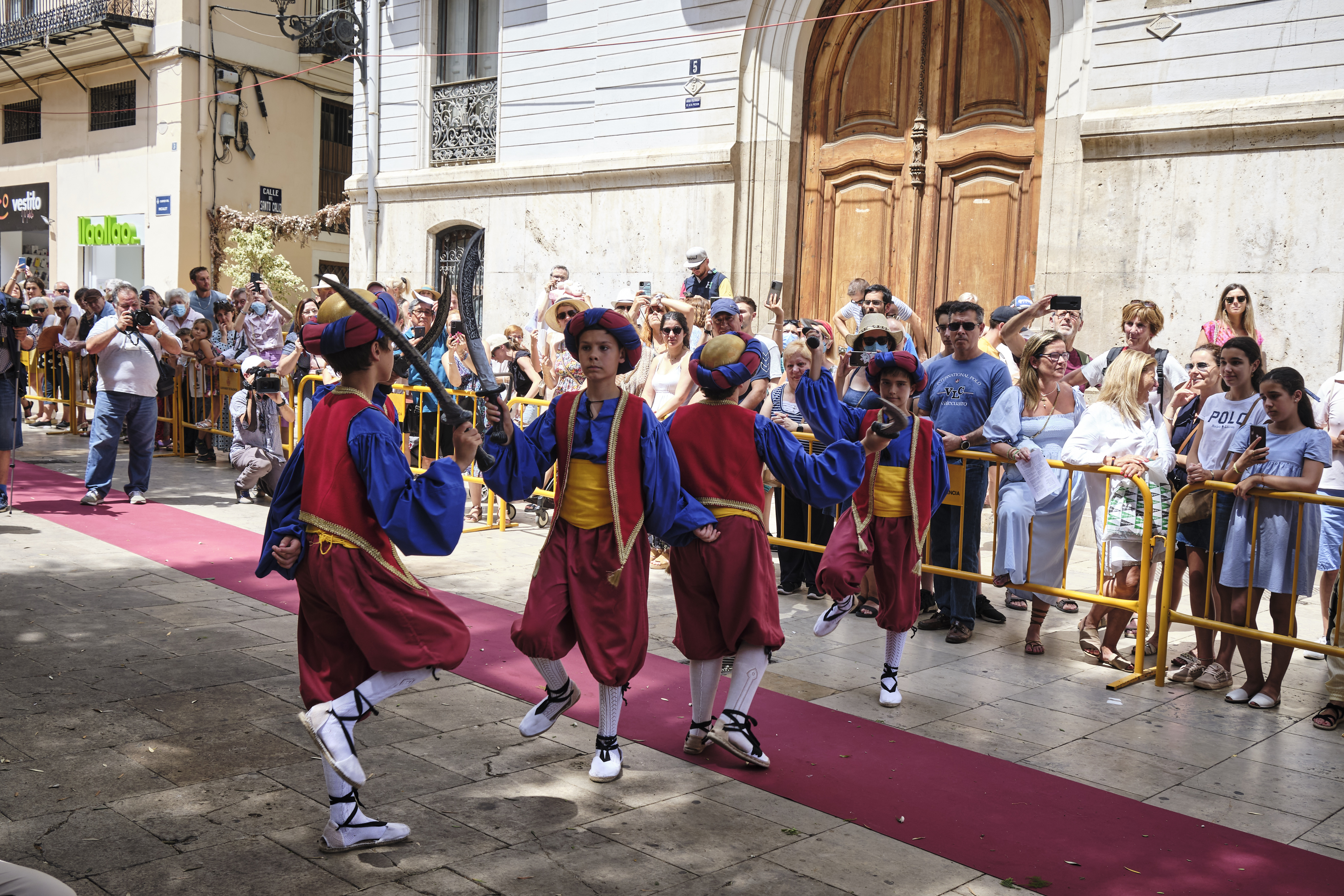

Els vuit dansaires d'aquest ball es col·loquen en dues files de quatre dansaires cadascuna, mentre que el novè es queda a la capçalera de les files com dirigint el combat; i al llarg de tota la dansa utilitzaran un únic pas, que a més és comú a totes les dansetes o danses infantils: primer amb el peu dret es colpeja amb força el terra alhora que l'esquerre queda enlaire durant aquest cop fort del dret. A continuació el peu esquerre camina però utilitzant la meitat de temps que quan copeja fortament el terra, acompanyant el dret amb la mateixa rapidesa a l'esquerre en el desplaçament. Es copeja fortament el terra novament, sent aquesta vegada el peu esquerre el que ho fa, mentre que el dret queda a l'aire. I novament es produeix el desplaçament ràpid dels dos peus.